# Campanulorchis
Campanulorchis es un género de plantas perteneciente a la familia de las orquídeas. En el pasado se consideraba sinónimo del género Eria, pero actualmente ha pasado a ser un nombre aceptado.

## Taxonomía
El género fue descrito por Friedrich Gustav Brieger y publicado en Orchideen 1(11–12): 750. 1981.

## Especies
1. Campanulorchis globifera (Rolfe) Brieger, Schlechter Orchideen 1(11-12): 750 (1981).
2. Campanulorchis leiophyllla (Lindl.) Y.P.Ng & P.J.Cribb, Orchid Rev. 113: 272 (2005).
3. Campanulorchis pellipes (Rchb.f. ex Hook.f.) Y.P.Ng & P.J.Cribb, Orchid Rev. 113: 272 (2005).
4. Campanulorchis pseudoleiophylla (J.J.Wood) J.J.Wood, Orchids Mount Kinabalu 2: 176 (2011).
5. Campanulorchis thao (Gagnep.) S.C.Chen & J.J.Wood, in Fl. China 25: 346 (2009).